# BK Heid
BK Heid är en handbollsklubb från Göteborg, bildad 1946. Hemmamatcherna spelas i Heidhallen som ligger i stadsdelen Järnbrott i västra Göteborg. Klubben har varit framgångsrik både på herrsidan och på damsidan. Herrarna har spelat en säsong i högsta ligan, säsongen 2004/2005. Damerna debuterade i högsta ligan säsongen 2006/2007 och har sedan dess spelat 16 säsonger där. Säsongen 2022/2023 åkte damerna ur högsta ligan.

## Historia
BK Heid bildades 1946 av Lennart Canefur, Leif Carlsson och Kurt Mathiason. De hade sina rötter i Karl Johansskolan och Majornas IK. Man anmälde namnet BK Standahr, men senare visade det sig att detta namn var upptaget. Man beslutade då att välja namnet BK Heid. 
I början på 1960-talet flyttade klubben från Majorna till Järnbrott med Järnbrottsskolan som rekryteringsbas. BK Heid växte stadigt och arbetet med ungdomslagen blev en omfattande del av verksamheten.

## Damlaget
I början av 1960-talet kunde BK Heid för första gången presentera ett damlag i seriespelet. Damlaget spelade i huvudsak i div. 2 och 3, men från mitten av 90-talet var det ett stabilt Div1-lag som 2006 vann Div1 och för att säsongen 2006/2007 göra debut i den högsta serien. Flertalet år har BK Heid spelat i slutspelet men aldrig kommit längre än till kvartsfinal. 2011 spelade man en hård kvartsfinal mot Eslövs IK men förlorade med 2-3 i matcher. De hade 2010-2012 tre stjärnor i laget i Elin Hallagård, Caroline Levander och Adda Walther som tillsammans bildade en stark niometersuppställning.  2014 till 2016 var Rustan Lundbäck huvudtränare för BK Heids damer i elitserien. Båda säsongerna 2014-2015 och 2015-2016 tog Heid sig till slutspel men det slutade med kvartsfinal. 2015 spelade man en hård semifinal mot Skuru som slutade 2-3 i matcher.
2016 till december 2018 var Camilla Hultgren Dahlberg tränare för Heid men hon valde att lämna uppdraget efter oenighet om hur Heids spelare skulle kunna fortsätta att utvecklas. Den 21 december 2018 meddelade klubben att Magnus Lindqvist tar över damlaget.
Från säsongen 2022/2023 är Magnus Ferdinandsson huvudtränare med Anders Niklasson vid sin sida. Samma säsong åkte de ur högsta ligan med två poäng på 22 matcher.
Säsongen 2023/2024 var BK Heid tippade att åka rakt ner i tabellsystemet, särskilt då laget drabbats av en hel del spelaravhopp samt att den tidigare tränare Magnus Ferdinandsson ockå valde att kliva av sitt uppdrag. Tidigare assisterande tränaren Anders Niklasson tillsammans med Per Kavsjö skulle få uppdraget att förhindra ett fritt fall. Det var därför en aning förvånande när det nu allsvenska laget i samband med höstens matcher kunde ta en överlägsen seger i premiären mot Skånela IF följt av en rad segrar under hösten. De förluster som trots allt kom var till stora delar uddamålsförluster. Under vårens match mot lokalkonkurrenterna Alingsås HK som för säsongen var nykomlingar i handbollsallsvenskan stod BK Heid för ett ovanligt och något märkligt rekord. Under matchens första 42 minuter kunde inte Alingsås HK få till ett enda spelmål, och när resultattavlan stod på 22-1 till BK Heid kom så äntligen Alingsås första spelmål. BK Heid slutade efter en uppryckning på en sjätteplats i damallsvenskan. 

## Herrlaget
Herrlaget spelade från begynnelsen i huvudsak i div. 2 och 3. I mitten på 80-talet lyckades laget dock att flytta upp till div 1 och efter ett antal försök lyckades man även nå den yttersta eliten. Tiden i högsta serien blev dock kort och varade endast säsongen 2004/2005. 2013 vann herrlaget Div 1 södra och avancerade till Allsvenskan och spelade där nästan två säsonger, men var tvungna att lämna mitt under säsongen 2014/2015 på grund av ekonomiska problem. Säsongen 2020/21 spelar herrarna i Herr 4 Västsv. Västra under ledning av Jerry Reichman.  
Inför säsongen 2023/2024 kompletterades ledarstaben och spelartruppen genom att de juniorer som återfinns i föreningen bildar ett senior/juniorlag under ledning av Magnus Kjell och Lasse Nord. Efter en dominant höst låg laget på en uppflyttningsplacering till division 3, men efter två raka förluster i vårens returmatcher var det länge oklart om ett avancemang skulle kunna ske. Genom ett administrativt beslut kopplat till serieutformningen beslöt handbollsdistrikt Väst för att även flytta upp "bästa 2:an" varvid erbjudandet om avancemang ställdes till BK Heid, som således från säsongen 2024/2025 ska presentera sig i division 3. 

## Ungdomslagen
Sedan BK Heid flyttade sin verksamhet till Järnbrott har ungdomsverksamheten varit omfattande. BK Heid har idag ett tjugotal lag i seriespel, och föreningen satsar stort på att både utöka antalet aktiva som att behålla nuvarande spelare i klubben.
Både pojk- och flicklagen har genom åren haft stora framgångar i både seriespel och cuper. Denna verksamhet har dessutom varit en förutsättning för seniorlagens framgångar.
Under säsongen 2023/2024 har föreningen tagit stora kliv i dess ungdomsverksamhet. För första gången är BK Heid representerat i två ålderklasser samtidigt i USM (ungdoms SM) finalsteg som genomförs i Uppsala i slutet på april. Det är årgången 2009 vars pojkar och flickor har rönt stora framgångar. Samma årgång var även representerat i inbjudningsturneringen "inofficiella nordiska mästerskapen" - Norden Cup som genomfördes i mellandagarna 2023 och där slutade lagen på sjundeplats. 

## Spelartruppen Damer SHE Laget
| Nr | Land    | Pos | Namn                 |
| -- | ------- | --- | -------------------- |
| 16 | Sverige | MV  | Therese Lindström    |
| 1  | Sverige | MV  | Miranda Nasser       |
| 2  | Sverige | H9  | Julia Walstern       |
| 3  | Sverige | M9  | Sara Larsson Fridman |
| 4  | Sverige | M9  | Towe Andersson       |
| 5  | Sverige | H6  | Johanna Einarsson    |
| 6  | Sverige | V9  | Rebecka Karlsson     |
| 7  | Sverige | V6  | Elin Norrlin         |
| 8  | Sverige | V9  | Julia Ehn            |

| Nr | Land    | Pos | Namn               |
| -- | ------- | --- | ------------------ |
| 10 | Sverige | H6  | Elin Semmingsson   |
| 11 | Sverige | V6  | Linn Hansson       |
| 14 | Sverige | M9  | Johanna Flygelholm |
| 15 | Sverige | H9  | Hanna Christensen  |
| 17 | Sverige | V9  | Annica Smidje      |
| 18 | Sverige | V9  | Hanna Wedenby      |
| 19 | Sverige | M6  | Elin Svensson      |
| 20 | Sverige | M6  | Ebba Lundstedt     |